# Jędrzej Wierzbicki
Jędrzej Wierzbicki – polski geolog, dr hab. nauk rolniczych, profesor uczelni Instytutu Geologii i prodziekan Wydziału Nauk Geograficznych i Geologicznych Uniwersytetu im. Adama Mickiewicza w Poznaniu.

## Życiorys
13 listopada 2001 obronił pracę doktorską Wykorzystanie metody statycznego sondowania do oceny wskaźnika przekonsolidowania niektórych osadów plejstoceńskich, 10 marca 2011 habilitował się na podstawie pracy zatytułowanej Ocena prekonsolidacji podłoża metodami in situ w aspekcie jego genezy. Został zatrudniony na stanowisku adiunkta w Instytucie Geologii na Wydziale Nauk Geograficznych i Geologicznych Uniwersytetu im. Adama Mickiewicza, oraz w Katedrze Geotechniki na Wydziale Melioracji i Inżynierii Środowiska Uniwersytetu Przyrodniczego w Poznaniu.
Jest zastępcą przewodniczącego Komisji Nauk o Ziemi na Oddziale Polskiej Akademii Nauk w Poznaniu, członkiem  Rady Dyscypliny Naukowej – Nauk o Ziemi i Środowisku Uniwersytetu im. Adama Mickiewicza w Poznaniu i Komisji Nauk o Ziemi na Oddziale PAN w Poznaniu, a także prodziekanem na Wydziale Nauk Geograficznych i Geologicznych Uniwersytetu im. Adama Mickiewicza w Poznaniu.
Awansował na stanowisko profesora uczelni w Instytucie Geologii na Wydziale Nauk Geograficznych i Geologicznych Uniwersytetu im. Adama Mickiewicza w Poznaniu.